# جی هان-جائه
جی هان-جائه (انگلیسی: Ji Han-jae؛ زادهٔ ۱۹۳۶) استاد رزمی‌کار اهل کره جنوبی است.
او یکی از برجسته‌ترین مربیان هاپکیدو در جهان است.
از فیلم‌ها یا برنامه‌های تلویزیونی که وی در آن نقش داشته‌است، می‌توان به هاپکیدو، پنجه تک‌شاخ و بازی مرگ اشاره کرد.